# 日内瓦艺术历史博物馆
日内瓦艺术历史博物馆（法語：Musée d’art et d’histoire）位于瑞士日内瓦，是日内瓦最大的美术馆，也是瑞士最重要的美术馆之一。
日内瓦艺术历史博物馆位于日内瓦老城区东部，建造于1903至1910年间，由银行家夏尔·加朗（Charles Galland）出资，建筑师马克·卡莫莱蒂设计。该博物馆建筑呈正方形，边长为60米，围绕着中间的内廷。建筑物高四层，顶层是天窗大厅，展览面积为7000平方米。